# Sisak (fejfedő)

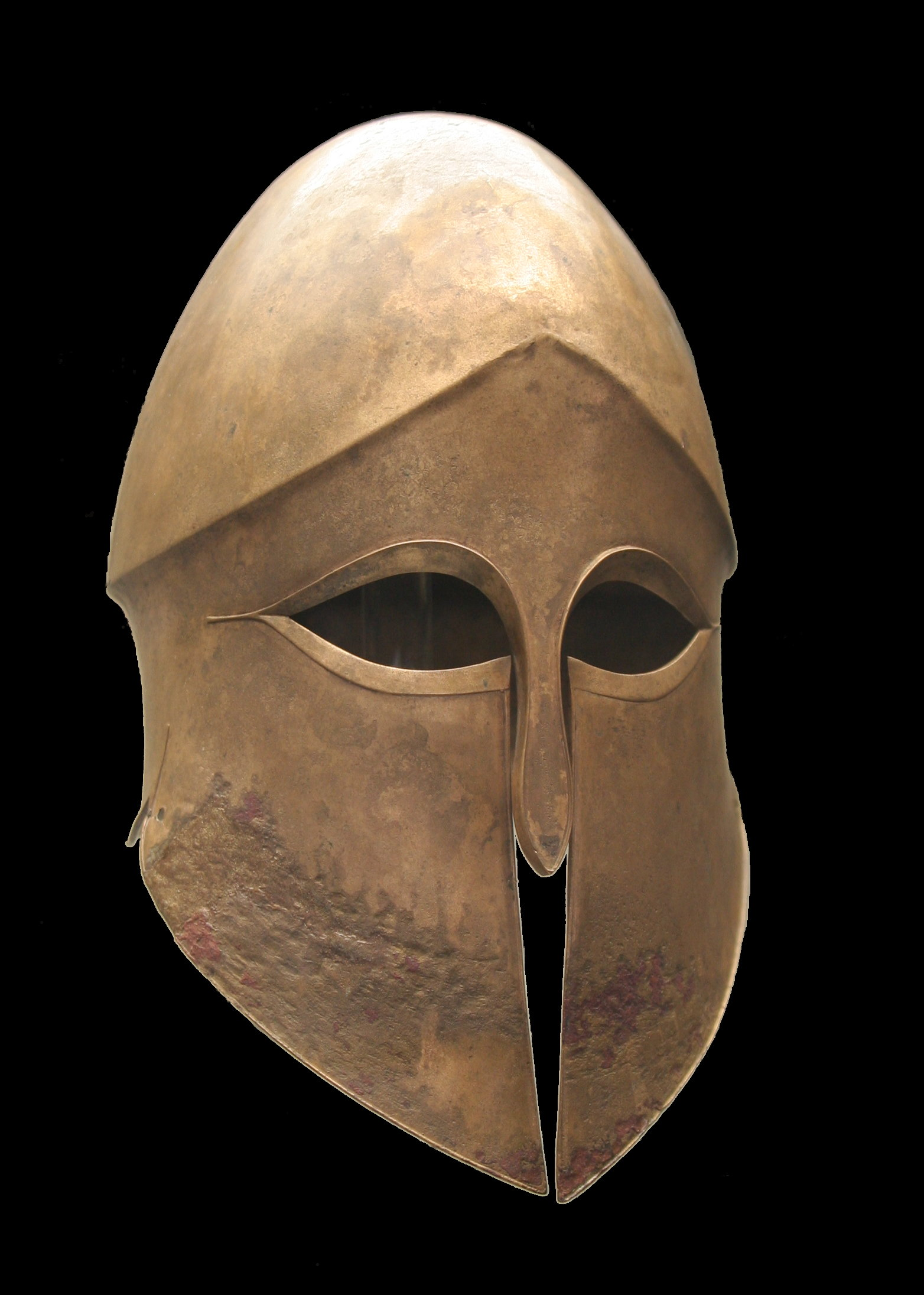
Görög sisak az i. e. 500 körüli évekből

Sisaknak nevezzük azon öltözékkiegészítőket, amelyek elsődleges szerepe a fej és adott esetben a nyak védelme a túlzott külső mechanikai hatásoktól. A sisak külső héja emiatt általában merev és ellenálló, míg belsejében valamilyen párnázat, bélés található. Leggyakrabb a hadászatban, munkavédelemben, sportban alkalmazzák őket, az egyes területeken használt sisakok egymástól nagyban különbözhetnek.

## Harci sisak

### Ókori sisakok
Védőfegyver a régi szálfegyverek ellen. Kezdetben állati bőrök fejrészét hordták, ezzel az ellenség megijesztése is cél volt. Az ókor harcosai fedetlen arccal küzdöttek, például az asszír sisak, mely bronzból készült, csúcsban végződő magas süveghez volt hasonló, csupán a fejtető védelmére szolgált; ez a sisakforma volt használatban Európában a bronzkor vége felé és a vaskor első időszakában. Magyarországon (H.-Böszörmény, B.-Gyula) és Németország északkeleti részén magas méhkasidomú és gombos csúccsal ellátott bronzsisak fordul elő, ellenben a galliai sisak alacsony, csúcsa hegyes és hosszan fölnyúló. Az etruszk sisak teteje alapvetően gömbölyű volt, kifelé hajló peremes aljánál fogva elődje a középkori vaskalapoknak, néha kétoldalt szarvidomú nyúlvánnyal, tetején villa- vagy szigonyalakkal látták el.
Igen változatos volt a görög sisak: itt meg kell különböztetni a sisakdíszt, amely előrehajló volt és lószőrrel ékesített tarajból állt; rendes alkatrészeihez tartozott még a nyakvért, a homlokvért és az állkötő; ezekhez néha még orrvédő is járult; sőt volt, hogy álarc alakú arctakaróval is el volt látva a sisak. A római sisak (galea bőrből, cassis ércből) a görög változata volt; itt is megkülönböztették a sisakdíszt (crista, iuba), a tarajt (apex), az állkötőt (bucculae), homlokvértet (proiectura) és az arctakarót (vehiculum). Ugyanezen sisakforma tovább élt a bizánciaknál. A népvándorlás korában a vasabroncsokkal körülvett bőrsüveg helyettesítette a sisakot; a honfoglalás kori magyaroknál ezt a süveg elejére rögzített pajzsidomú díszes ezüst vagy egyéb arclemez pótolta; a nagyszentmiklósi kincs hunnavar vitézének sisakja a szasszanida kori perzsa sisakhoz hasonlóan alacsony, teteje kúpidomú, aljáról pikkelyes érc- vagy csontlemezekkel ellátott és az áll alatt összefoglalt takaró csüng le, amely csak az arc előrészét, a szemet, orrot és szájat hagyta fedetlenül, oldalt két tollból álló bokrétával volt díszítve. Hasonló sisakok, csakhogy sodronyból font vastakaróval, az egész középkorban, nálunk a XVI. sz. végéig, a kaukázusi népeknél máig használatosak.

### Középkori sisakok

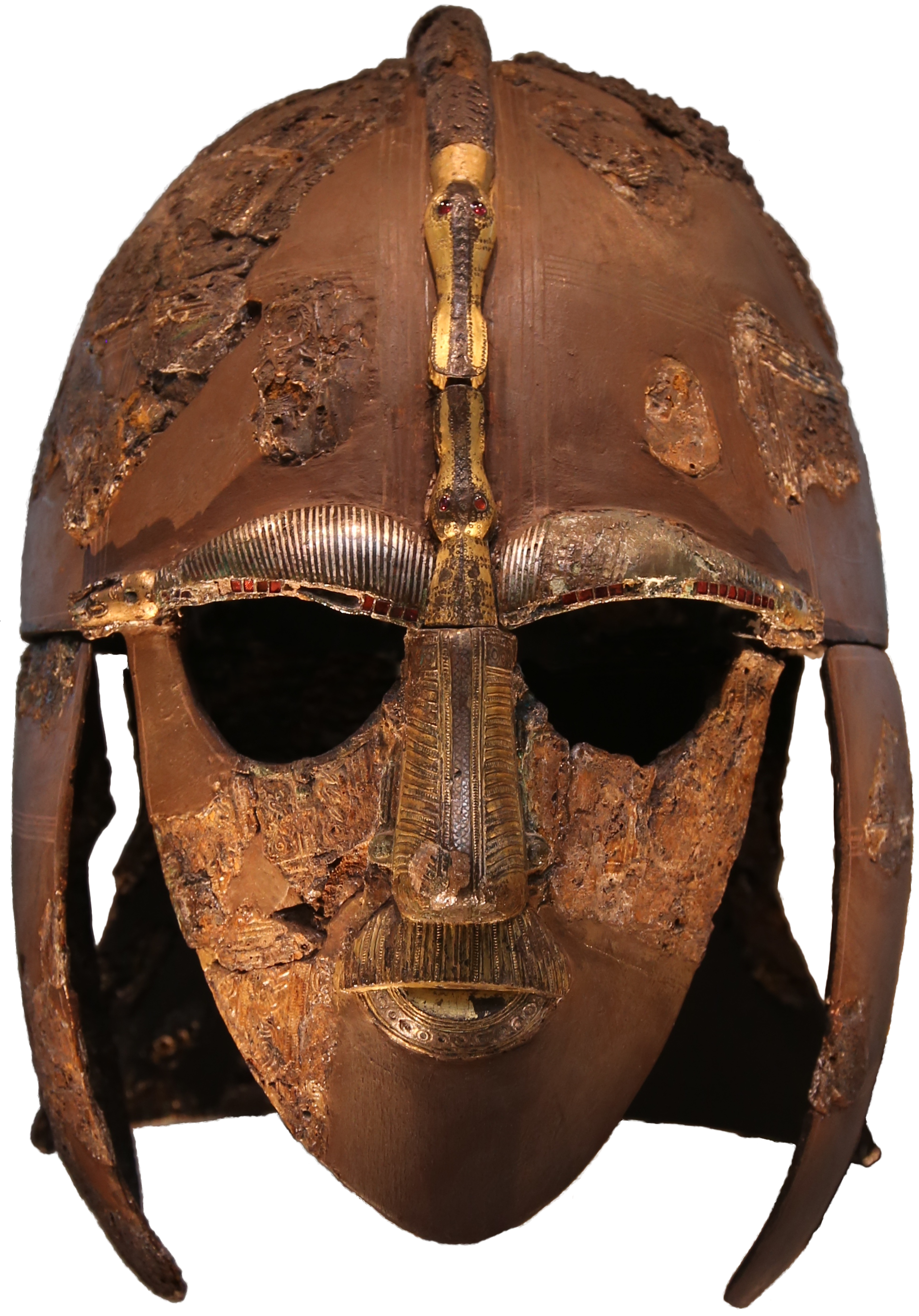
7. századi angolszász sisak

A Karolingok idejében (VIII-X. sz.) nyugaton a vaskalapok voltak divatban. A honfoglaló magyarok előkelőinél a már említetteken kívül még valószínűleg el volt terjedve a későbbi magyar sisaknak az az egyszerűbb idoma is, mely a szasszanida kori perzsiai sziklaképeken fordul elő; ez csésze alakú, alacsony, gömbölyű tetővel, oldalt sasszárnnyal díszítve, válltakaró - ha volt – csupán bőrből lehetett, a homlokellenző és az orrvas még hiányzott. Az utóbbi legelőször a XI. században a normann sisakon tűnik föl, amely azonban nem volt mozgatható, hanem a sisakvasnak egy az orr irányában lenyúló keskeny lemezéből állt, a franciák és angolok nasalnak nevezték; a keresztes hadjáratok alatt a sisak alatt még egy vassodronyból készült sapkát (németül Ringhaube, Helmbrünne; franciául camail; angolul nail, capuchin; spanyolul anular-capello) viseltek, mely a vállra lecsüngő és az áll alatt összefoglalt sodronytakaróval volt ellátva.
A XII. sz. vége felé nyugaton az úgynevezett csöbör- vagy fazékalakú sisakok (németül Topf-, Fass-, Sülp-, Kübel-, Stechhelm v. Helmfass; franciául heume; olaszul elmo; spanyolul yelmo; angolul pothelm) jöttek divatba, amelyek az egész fejet eltakarták, csupán a szemek irányában volt kétfelől egy-egy kicsi rés, a száj és orr irányában pedig a lélegzés végett a vaslemez át volt lyukasztgatva, mégpedig gyakran a lyukacsok közötti apró keresztformában is; ez a sisakidom nálunk is nagyon hamar elterjedt, már Bánk bán 1221-es lovaspecsétjén előfordul, és őseink németesen helymnek nevezték; a XIV. sz. első felében a helym tetején fa vagy bőrdarabból álló díszítményt (crista) alkalmaztak, mely egyúttal címeralakot is ábrázolt, eredetileg ezt a díszítményt nevezték címernek (cimier, ném. Helmzier, Zimierde; ang. crest), amelyhez járult a sisak csúcsán egy kapocshoz erősített, vászonból álló s lefelé csüngő sisaktakaró, régi magyar nyelven orjegy, amely rendesen a család színeit tüntette föl. Nagy Lajos, sőt már előbb, Károly Róbert királyunk sisakjának címere a sisakra helyezett koronából kiemelkedő és három strucctolltól környezett hosszú nyakú és patkót tartó struccfej volt; ezt háborúban (különösen a XIV. században) nagy ritkán, rendesen csak tornán használták. A tollbokréta ekkor még nem volt divatban, kivéve hazánkat, ahol a pecsétek és más képes ábrázolatok szerint a páva-, majd a strucctollas sisakbokréták már a XIV. század elejétől kezdve el voltak terjedve, vagy helyesebben mondva, soha ki sem mentek a használatból; mint süvegdíszre, a pávatollbokrétára már IV. Béla magyar király korából van adatunk; a Vigmán nembeli Lőrinc vajda 1304-es pecsétjén pedig a sisak van három pávatollal ékesítve és egész tollbokréta van Tamás erdélyi vajda (1321–42) sisakján szintén pávatollból; divatja kétségkívül tőlünk terjedt el nyugaton.
Már a XII. század vége felé feltűnik a súlyos, egészen a vállig érő, arra nehezedő csöbörsisak mellett a főkötő alakú, könnyebb fajta, pikonhog (németül Becken-, Pickel- v. Kesselhaube; franciául bacinet és barbute), mely elöl félkör alakban ki volt vágva és az arcot szabadon hagyta, hátulsó része azonban lenyúlt a tarkóig és alul sodronyos válltakaróval volt ellátva. Ugyanekkor, sőt már korábban ismét divatba jött a kifelé hajló peremmel ellátott, siskaaljú vaskalap, amely különösen a királyoknak volt megkülönböztető hadi viselete; a Képes krónika is ilyennek ábrázolja Károly Róbert királyunkat. A XIV. sz.-ban a címeres helymet már csakis a tornákon használták, hadi sisak a pikonhog volt, melyet 1330 felé egy az orrot és szájat eltakaró, orridomú és alul nyitott vaslemezzel láttak el, ezt őseink lélegezőnek (németül Naseband; franciául betéche) nevezték; a lélegezőt nagyon hamar, már 1370 körül fölváltotta a keskeny szemréssel ellátott, átlyuggatott és föl- s alá vagy oldalt csapódó vasálarc (Visier), régi magyar, de kielégítően még eddig meg nem magyarázott nevén zukishol, amelyet a németek nagyon kicsúcsosodó, a kutyáéhoz hasonló orráról Hundsgurgelnek, nevezetek. Ezek a kutyafej alakú sisakok nálunk különösen a XV. sz. első felében voltak elterjedve.

### Újkori sisakok

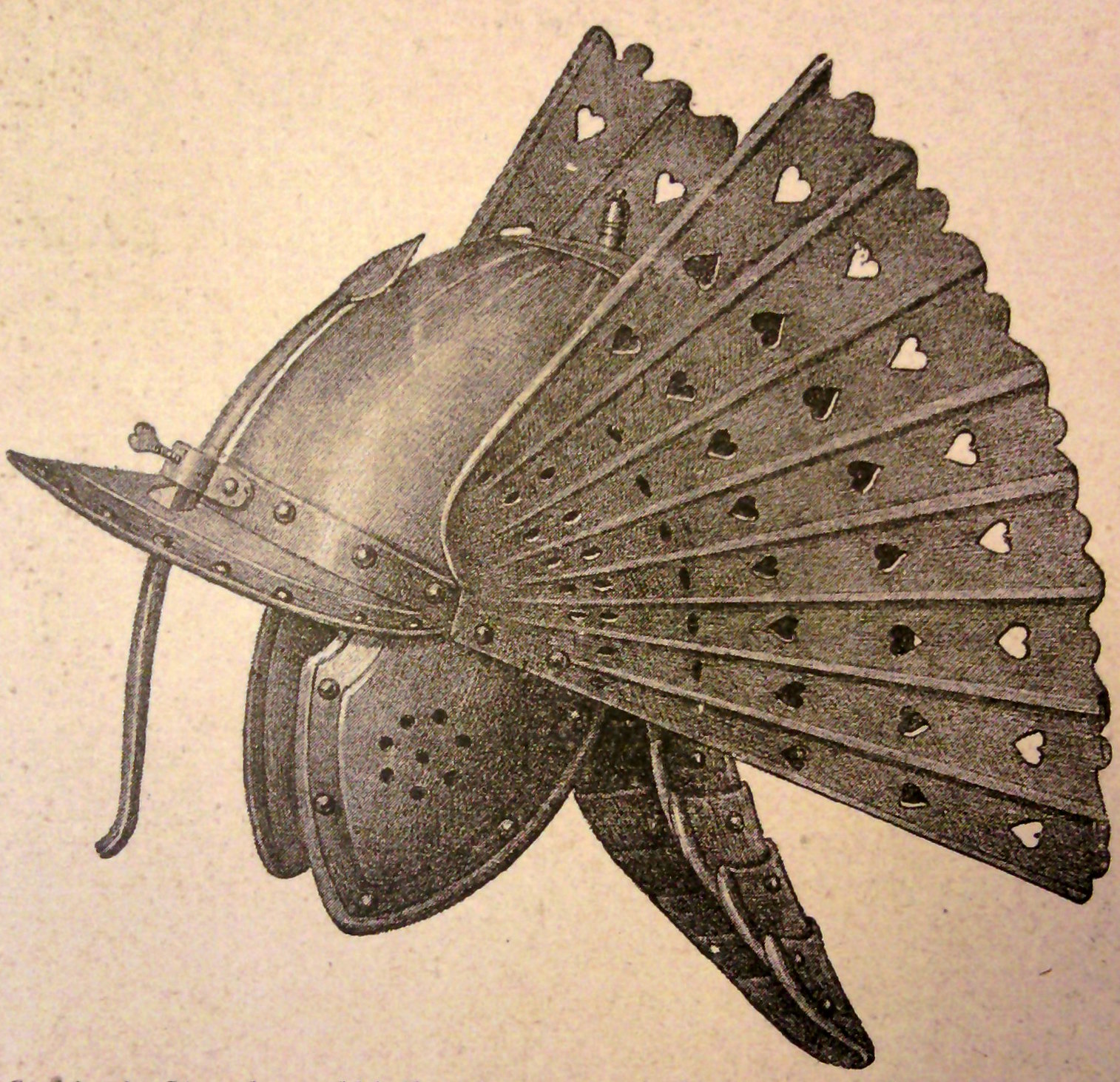
Sobieski János lengyel király sisakja, 1683

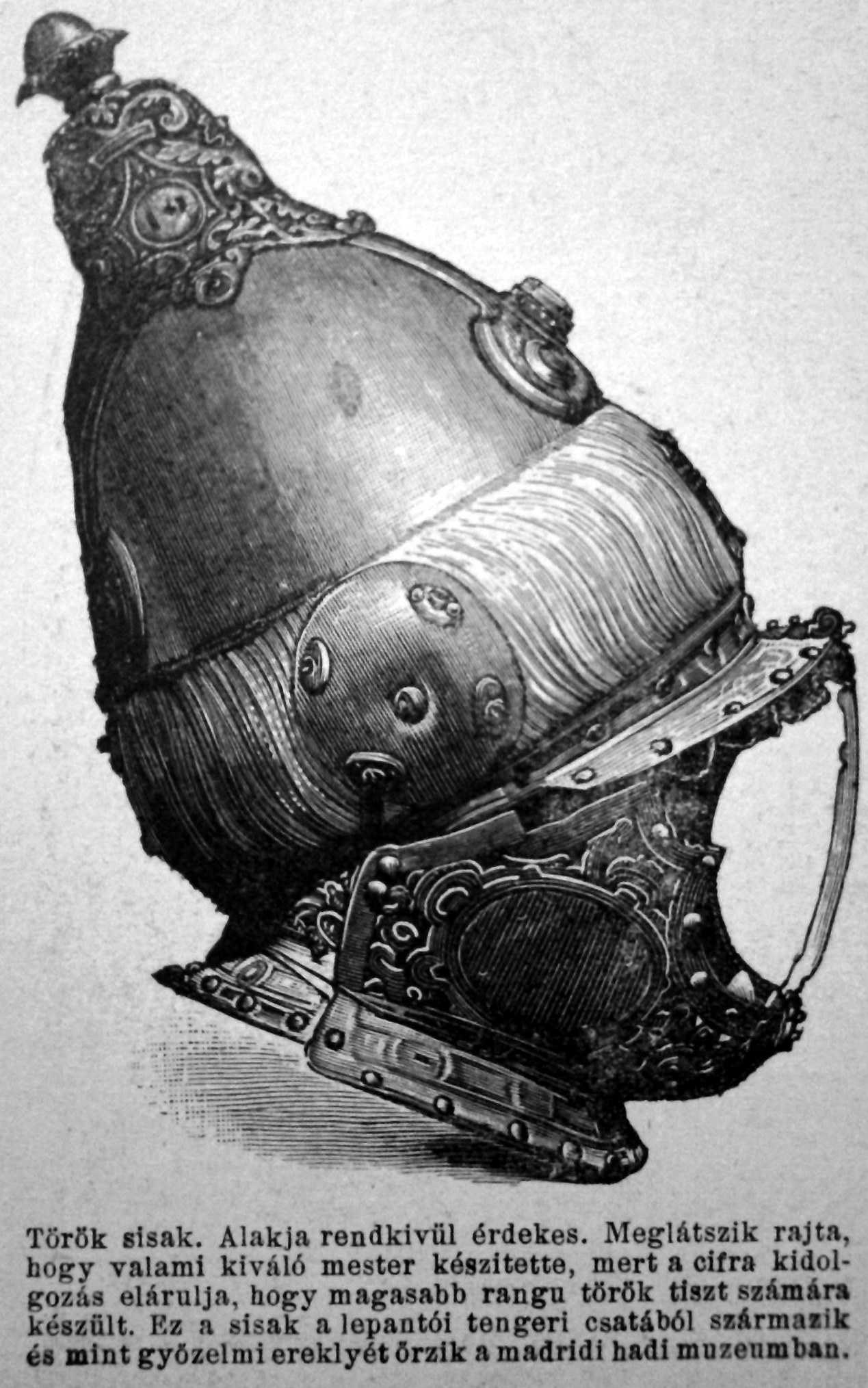
Török sisak, Lepantói csata

Az álarcszerű arctakaró már a XV. sz. dereka táján föl és alá tolható sisakrostéllyá alakult és ugyanekkor a sisak idoma is megváltozott, a fej alakjához simult és az aljából kifejlődött a külön tagozású nyak- és álltakaró; nálunk a XVI. sz. derekától kezdve már csak ritkábban fordul elő, nyugaton egész a XVII. sz. közepéig divatban volt. A pikonhog alatt úgy, mint a csöbörsisak alatt, hogy a fejet ne sértse, nemezsapkát viseltek, ennek régi magyar neve salap vagy soap (németül Slappe; csehül jellap; közép-latinul cerenum) volt; vasból készítve is előfordul, amikor magában is sisaknak használták; ilyen félgömb alakú vaskalapok a XV. sz. második felében s a XVI. században nálunk általánosak voltak a közrendű harcosoknál s általában el voltak látva sodronyos válltakaróval. Úgy látszik, ennek a továbbfejlődése volt a tulajdonképpeni magyar sisak, mely középhelyet foglal el a török sisak és bugundi sisak közt; jellemző részei: a csésze alakú fejtakaró (Glocke; franciául timbre; angolul bell), amely a török sisaknál magas és csúcsos süveghez hasonló, a szintén csészeidomú burgundinál pedig tarajjal (Kamm; franciául couvre-nuque; angolul neck-guard), ami a XV. sz. vége felé kezd feltűnni; továbbá kétfelől a fültakarók (Sturmbänder, Wangenklappen; franciául oreilléres; angolul cheek-pieces); fontos alkatrész a homlok fölötti ellenző, ami a régi török sisaknál hiányzik, ellenben a magyar süvegek elől lehajtott karimájában már a XIV. sz. derekától kezdve megvolt az előképe és a nyugati sisakformák közt csak a burgundinál volt meg; az ellenzőből nyúlt le a szabadon mozgó, és az ellenző fölötti csavarral megerősített és annak segélyével föl és alá tolható orrvas, amely kétségkívül keleti eredetű, ellenben a burgundi sisaknál hiányzik. A burgundi sisakból alakult-e a magyar sisak keleti elemek befolyása alatt, vagy az osztrák örökséggé vált burgund tartományokban alakították-e át I. Miksa császár magyar huszárainak sisakját: nem lehet eldönteni, bár az utóbbi föltevés valószínűbbnek látszik; a németek a burgundi sisakot magyarosan Zischäggének is nevezték, s ez szintén az utóbbi föltevést igazolná; a sisak elnevezés ugyanis egyenesen a magyar sisaknak a szorosabb megjelöléséből keletkezett az ellenző nélküli salappal szembeállítva a siska-szélű vassüveget v. vaskalapot; ez a sisakforma aztán a szyszak szóval együtt a lengyeleknél is meghonosodott.
A későbbi nyugati sisakok köz a XVI–XVII. században a legáltalánosabb volt a császári hadsereg által hazánkban is ismert spanyol eredetű morion, mely a vaskalapnak egy tarajjal és elöl-hátul csúcsban futó karimával ellátott változata. A 30 éves háború után a sisak használata megszűnik és különböző idomú kemény bőrből készült csákók foglalják el helyét. Azonban később is feltűnik az érc-sisak, Napóleon vérteseinél és dsidásainál, az osztrák vérteseknél és a Bach-korszak zsandárainál;
A modern harci sisakok általában valamilyen acélból készülnek, de nem ritka a kompozit anyagból, például kevlárból készült sisak sem.

## Etimológiája
A sisak szó eredete a csúcs, csecs, csücsök szavakkal együtt a török eredetű sis (kinövés, púp, dombocska, duzzanat) jelentésű szavak származéka a magyarban. A sisak, vagy csicsák egy lefelé fordított tölcsér alakú készítmény volt, amit az istenfa hegyére húztak rá. Kerülete valamivel nagyobb lehetett a karim kerületénél, egy arasz magasságban lehetett a kanim felett (arasz ,- eresz). Így beengedte a fényt, kiengedte a füstöt, de nem engedte be az esőt. Anyagának a füstjárás és az esetleges szikrák miatt égetett cserépnek, vagy fémnek illett lennie. A kirgiz jurták tetőnyílásának lezárható voltából következtetve nem valószínűtlen, hogy a sisaknak a kanimtól való magassága változtatható volt, sőt vihar esetén esetleg teljesen rá is lehetett a kanimra ereszteni. Több mai magyar szavunk és családnevünk ebből a sis szócskából ered.